# 珍珠梵海龍
珍珠梵海龍（学名：Vanacampus margaritifer），為輻鰭魚綱棘背魚目海龍魚科的其中一種，分布於澳洲海域，棲息深度可達10公尺，體長可達15.9公分，棲息在沙石底質、海藻生長的海域，卵胎生。